# Clearing
Clearing var oprindeligt et system til at afstemme checks mellem pengeinstitutter.

## Andre betydninger
- Clearingmord (anden verdenskrig)
- Clearingaftale (politik)

| Økonomi | Spire Denne artikel om økonomi er en spire som bør udbygges. Du er velkommen til at hjælpe Wikipedia ved at udvide den. |